# Uhlířské Janovice
Uhlířské Janovice (německy Kohl Janowitz) jsou město v okrese Kutná Hora ve Středočeském kraji. Leží necelých sedmnáct kilometrů jihozápadně od Kutné Hory a devatenáct kilometrů jihozápadně od Kolína. Žije v něm přibližně 3 100 obyvatel. Městem protéká řeka Výrovka, do které zde ústí zprava Janovický potok.

## Historie
Původně uhlířská osada vznikla okolo roku 1250. Mezi první majitele patřili páni z Divišova, kteří roku 1242 přenesli sídlo panství na nově založený hrad nad řekou Sázavou Český Šternberk. Zakladatelem osady byl nejspíše Jan ze Šternberka (podle něj název Janovice). První písemná zmínka o obci pochází z roku 1352. Přívlastek Uhlířské získaly Janovice ještě ve 14. století podle uhlí, které se pálilo ve zdejších lesích a bylo využívané především v kutnohorských stříbrných dolech. Roku 1549 byly Uhlířské Janovice povýšené na poddanské městečko. 
Roku 1739 byly Uhlířské Janovice povýšeny na město, které patřilo Šternberkům až do roku 1750, kdy bylo připojeno k panství Rataje nad Sázavou. S ním přešlo město roku 1764 do majetku Lichtenštejnů, kteří byli jeho vrchností až do zániku feudální (patrimoniální) správy v roce 1848.
Ve městě Uhlířské Janovice (2012 obyvatel) byly v roce 1932 evidovány tyto živnosti a obchody:
- Instituce a průmysl: poštovní úřad, telegrafní úřad, telefonní úřad, okresní soud, berní úřad, důchodkový kontrolní úřad, četnická stanice, 2 katol. kostely, evang. kostel, synagoga, sbor dobrovolných hasičů, výroba kachlových a šamotových kamen, lihovar, výroba likérů, výroba lisů, 2 mlýny, továrna na nádobí, 2 pily, pletárna, skladištní družstvo, strojírna, velkostatek
- Služby (výběr): 2 lékaři, 2 zvěrolékaři, advokát, notář, 4 autodopravy, biograf Sokol, 2 cukráři, 2 drogerie, fotoateliér, 2 hodináři, 7 hostinců, 3 hotely, 2 kapelníci, 3 knihaři, 2 knihy a hudebniny, 2 kožišníci, lékárna U českého lva, 2 papírnictví, sochař kamene, Občanská záložna, Okresní záložna, Spořitelna, 2 stavitelé, 2 zubní ateliéry, železářský obchod

V obci Mitrov (přísl. Kochánov, Malejovice, Silvánka, 415 obyvatel, katol. kostel, samostatná obec se později stala součástí Uhlířských Janovic) byly v roce 1932 evidovány tyto živnosti a obchody: družstvo pro rozvod elektrické energie v Mitrově, 4 hostince, 2 koláři, 2 kováři, krejčí, 3 rolníci, obchod se smíšeným zbožím, spořitelní a záložní spolek pro Malejovice, studnař, švadlena, 3 trafiky, 2 truhláři.

## Obyvatelstvo
| Rok            | 1869  | 1880  | 1890  | 1900  | 1910  | 1921  | 1930  | 1950  | 1961  | 1970  | 1980  | 1991  | 2001  | 2011  | 2021  |
| -------------- | ----- | ----- | ----- | ----- | ----- | ----- | ----- | ----- | ----- | ----- | ----- | ----- | ----- | ----- | ----- |
| Počet obyvatel | 3 270 | 3 301 | 3 158 | 3 119 | 3 162 | 2 942 | 2 946 | 2 487 | 2 710 | 2 689 | 3 010 | 2 956 | 3 077 | 3 046 | 3 071 |
| Počet domů     | 416   | 427   | 438   | 441   | 490   | 510   | 588   | 655   | 646   | 662   | 723   | 851   | 875   | 926   | 963   |

## Městská správa

### Územněsprávní začlenění
Dějiny územněsprávního začleňování zahrnují období od roku 1850 do současnosti. V chronologickém přehledu je uvedena územně administrativní příslušnost města v roce, kdy ke změně došlo:
- 1850 země česká, kraj Pardubice, politický okres Kolín, soudní okres Uhlířské Janovice[8]
- 1855 země česká, kraj Čáslav, soudní okres Uhlířské Janovice
- 1868 země česká, politický okres Kutná Hora, soudní okres Uhlířské Janovice
- 1939 země česká, Oberlandrat Kolín, politický okres Kutná Hora, soudní okres Uhlířské Janovice[9]
- 1942 země česká, Oberlandrat Praha, politický okres Kutná Hora, soudní okres Uhlířské Janovice[10]
- 1945 země česká, správní okres Kutná Hora, soudní okres Uhlířské Janovice[11]
- 1949 Pražský kraj, okres Kutná Hora[12]
- 1960 Středočeský kraj, okres Kutná Hora
- 2003 Středočeský kraj, obec s rozšířenou působností Kutná Hora

### Části města
- Uhlířské Janovice
- Bláto
- Janovická Lhota
- Kochánov
- Malejovice
- Mitrov
- Opatovice II
- Silvánka

Od 1. ledna 1980 do 23. listopadu 1990 k městu patřil i Sudějov.

### Městské symboly
Znak města je historický, vlajka byla městu udělena rozhodnutím předsedy Poslanecké sněmovny Parlamentu České republiky dne 7. října 2003.

## Doprava
Dopravní síť
- Pozemní komunikace – Městem vedou silnice II/125 Kolín – Uhlířské Janovice – Kácov – Vlašim, silnice II/335 Sázava – Uhlířské Janovice – Zbraslavice, silnice II/336 Uhlířské Janovice – Zruč nad Sázavou a silnice II/337 Uhlířské Janovice – Čáslav – Seč – Skuteč.
- Železnice – Městem vede železniční trať 014 Kolín – Ledečko. Je to jednokolejná regionální trať, doprava byla zahájena roku 1900.

Veřejná doprava 2011
- Autobusová doprava – Z města jezdily autobusové linky do Kácova, Kolína a Vlašimi (dopravce ČSAD Benešov), do Kolína, Vlašimi, Tábora a Českých Budějovic (dopravce Okresní autobusová doprava Kolín), do Horních Krut (dopravce ČSAD POLKOST, s. r. o.), do Kácova, Kutné Hory, Petrovic, Sázavy, Soběšína, Zbraslavic a Zruče nad Sázavou (dopravce Veolia Transport Východní Čechy).
- Železniční doprava – Železniční stanicí Uhlířské Janovice jezdilo v pracovní dny 11 párů osobních vlaků, o víkendu 7 párů osobních vlaků.

## Sport
- Fotbalový klub
- TJ Sokol Uhlířské Janovice

## Skautské středisko Jana Roháče z Dubé a na Sioně
Celým názvem: Junák – český skaut, středisko Jana Roháče z Dubé a na Sioně, Uhlířské Janovice, z. s. Středisko bylo založeno v roce 1946, téhož roku se konal také 1. tábor v Krušných Horách, kterého se zúčastnilo na 120 skautů a skautek. Činnost skautů byla po založení dvakrát na dlouhou dobu přerušena – v letech 1948 a 1969. Dne 1. 1. 1990 byla činnost junáku v Uhlířských Janovicích obnovena a nepřetržitě trvá dodnes.
V současné době má středisko následující oddíly:
- Oddíl Tygři
- Oddíl Netopýři
- Oddíl Psouni
- Oddíl Tři Paprsky
  - družina Medvědi
  - družina Survivoři
  - družina Veverušky

## Slavnosti a akce
Každoročně se v Uhlířských Janovicích pořádají Uhlířskojanovické slavnosti, Akademie základní školy, rozsvěcení vánočního stromečku na náměstí sv. Václava, vánoční a jarní jarmark, májové slavnosti a mnoho dalších.

## Pamětihodnosti
- Kostel svatého Aloise – jednolodní barokní; založen roku 1767, dostavěn v letech 1794–1795 nákladem knížete Aloise z Lichtenštejna; boční oltáře s iluzivní malbou ve stylu J. Kramolína
- Kostel svatého Jiljí hřbitovní, románsko-gotický, po požáru z roku 1904 obnovil v letech 1908–1909 L. Lábler, zbytky gotických nástěnných maleb Kristových pašijí, hlavní oltář rokokový
- Židovský hřbitov
- Zvonička
- Socha svatého Václava – z roku 1858
- Fara na náměstí
- Radnice na náměstí

## Osobnosti
- Norbert Kubát (1863–1935), český sbormistr, varhaník, houslista a hudební skladatel
- Radka Denemarková (roz. Zajíčková) (* 1968), česká spisovatelka, literární historička, scenáristka, překladatelka německých děl a dramaturgyně
- Friedrich Friedländer (1825–1901), česko-rakouský malíř
- Emil Pacovský (1878–1948), český malíř, grafik, spisovatel, kritik, estetik, historik a teoretik umění
- Václav Vlček (1897–1971), československý legionář, generál a v období druhé světové války příslušník československé armády v zahraničí
- Jiří Pošík (* 1954), motocyklový a rallye jezdec, vítěz Mezinárodní motocyklové šestidenní 1978
- JUDr. Jaroslav Čížek (1873-1960), prezident senátu nejvyššího soudu v Brně
- Ivan Genov (1966 - 2020), majitel pohřební služby a příležitostný herec

## Galerie

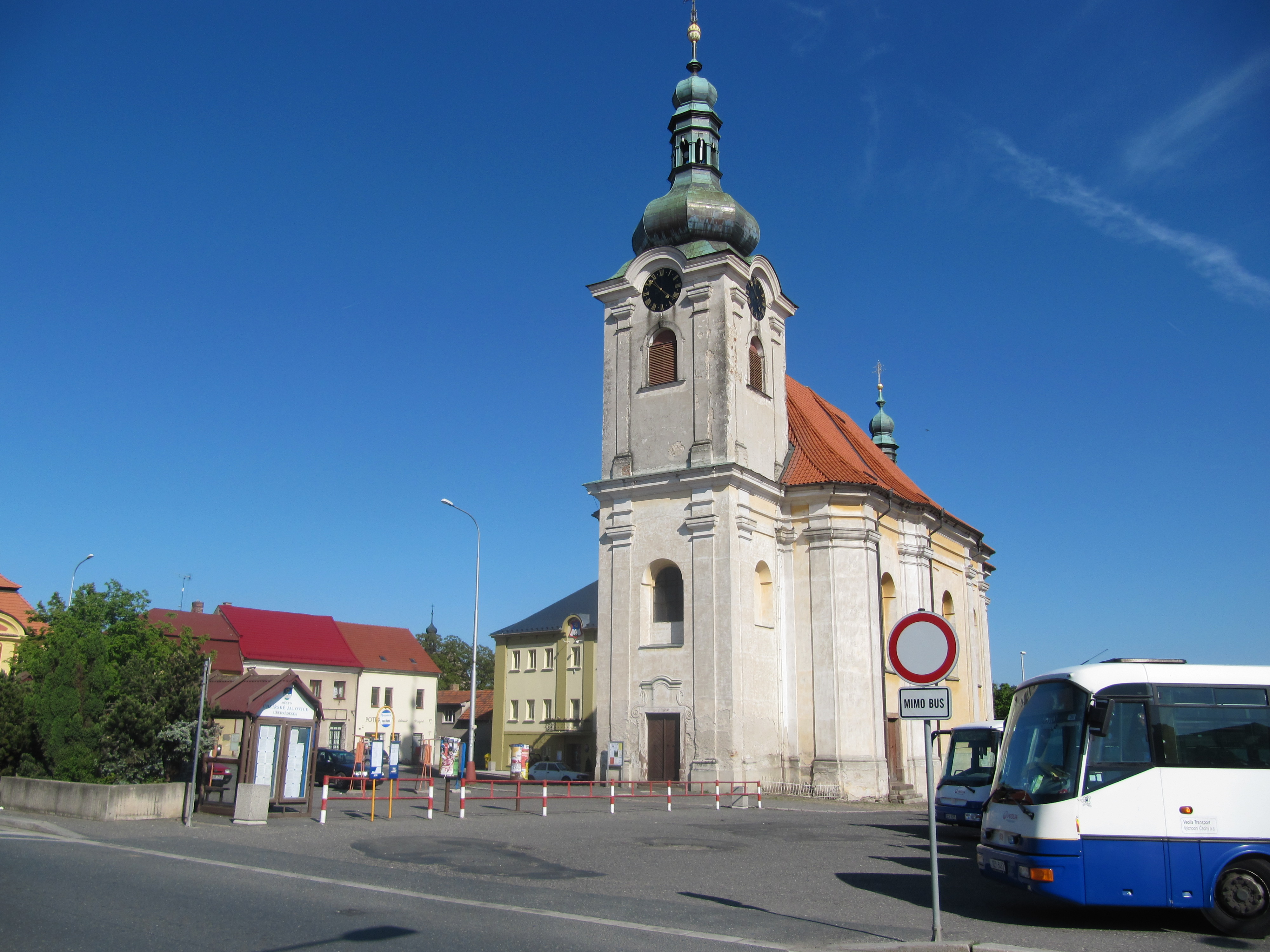
Kostel svatého Aloise na Václavském náměstí
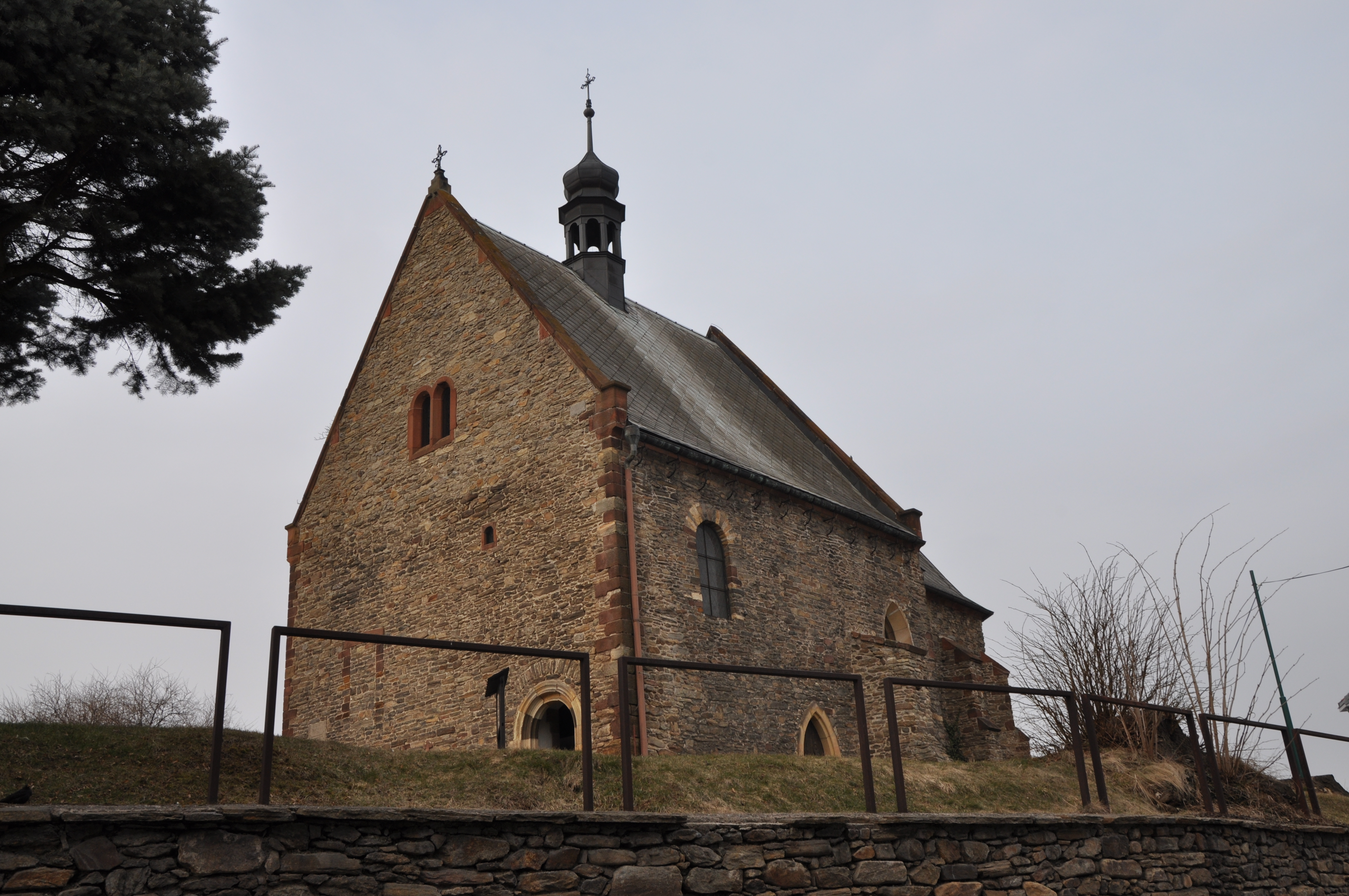
Kostel svatého Jiljí
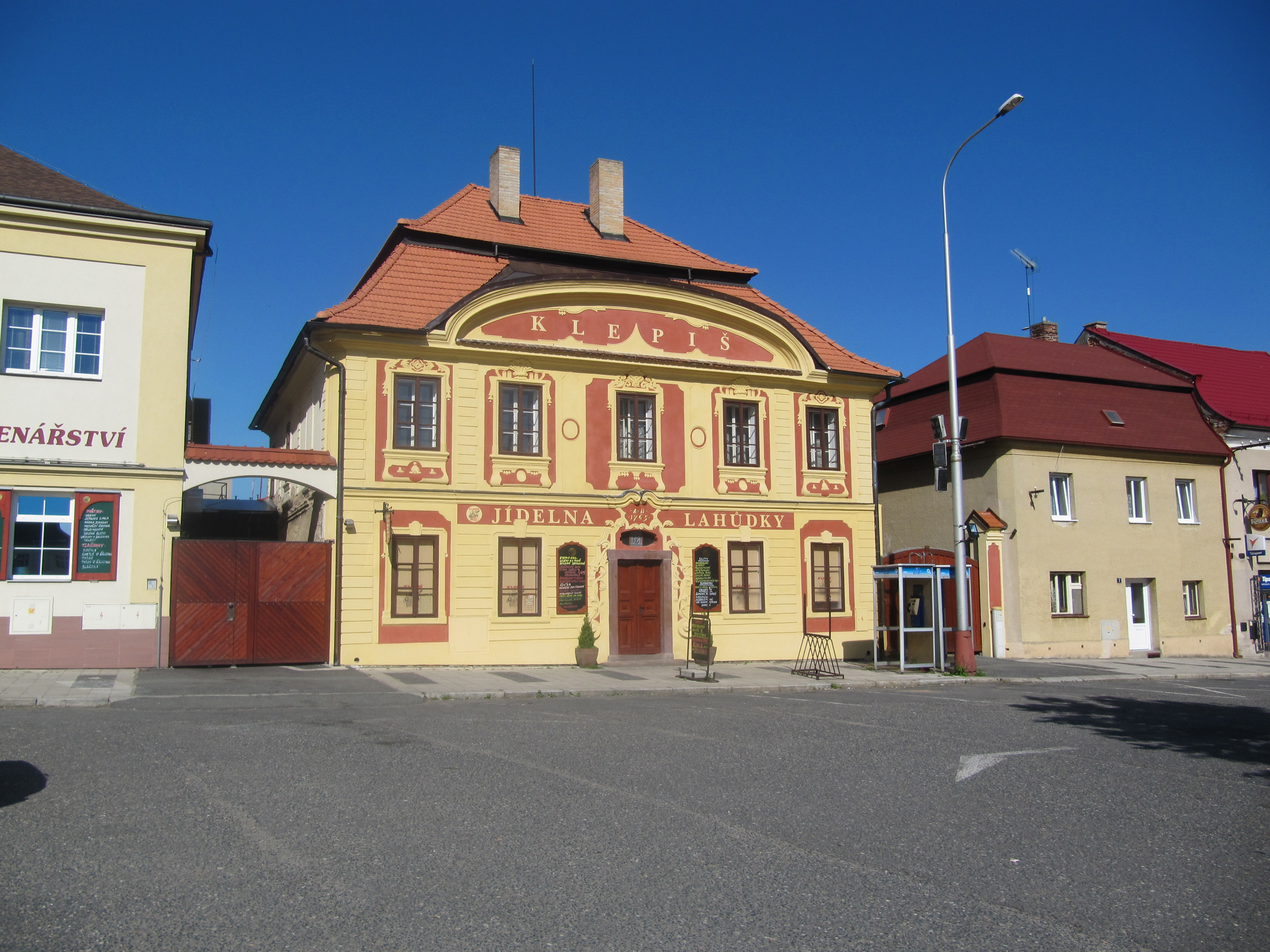
Památkově chráněná budova fary
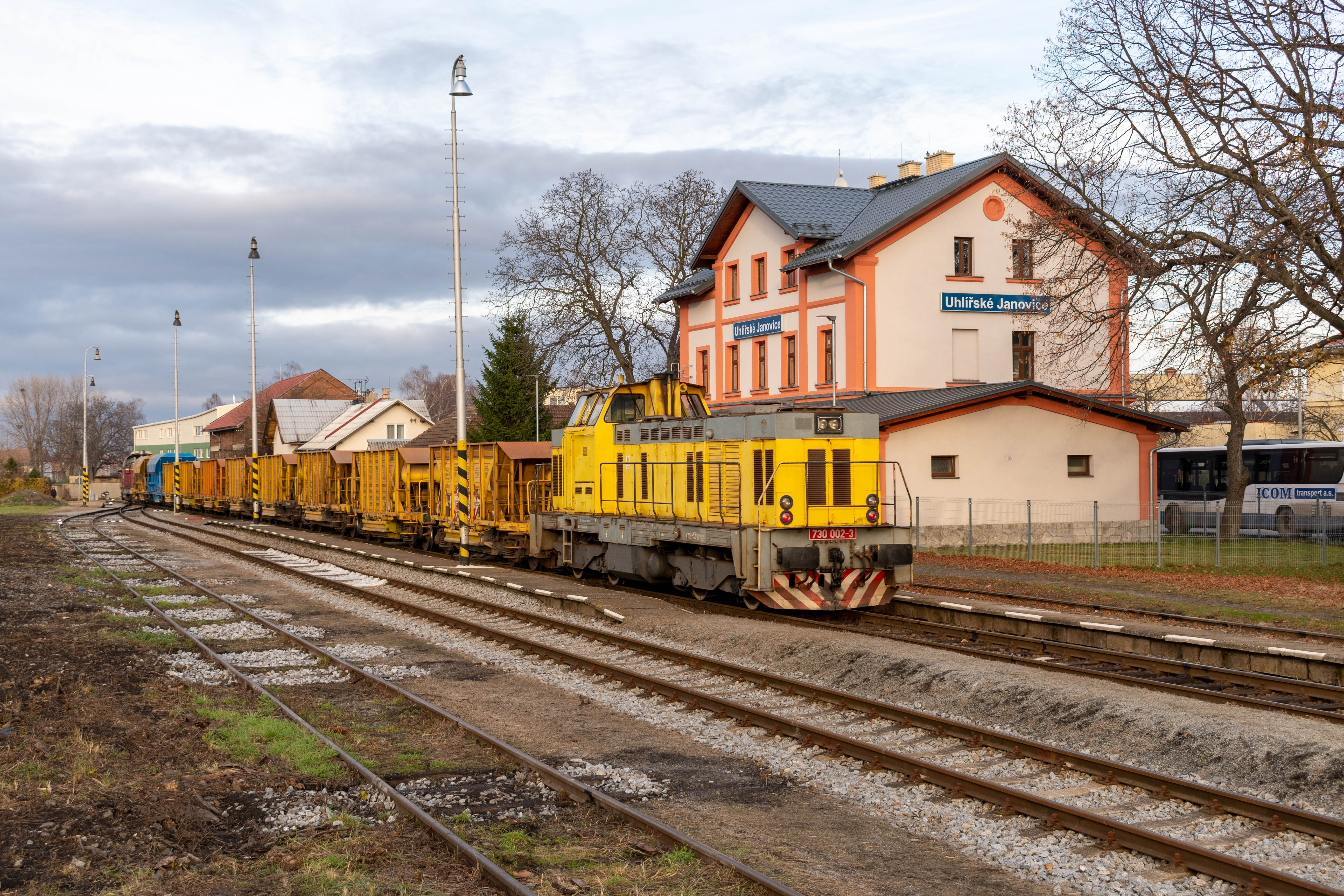
Železniční stanice Uhlířské Janovice
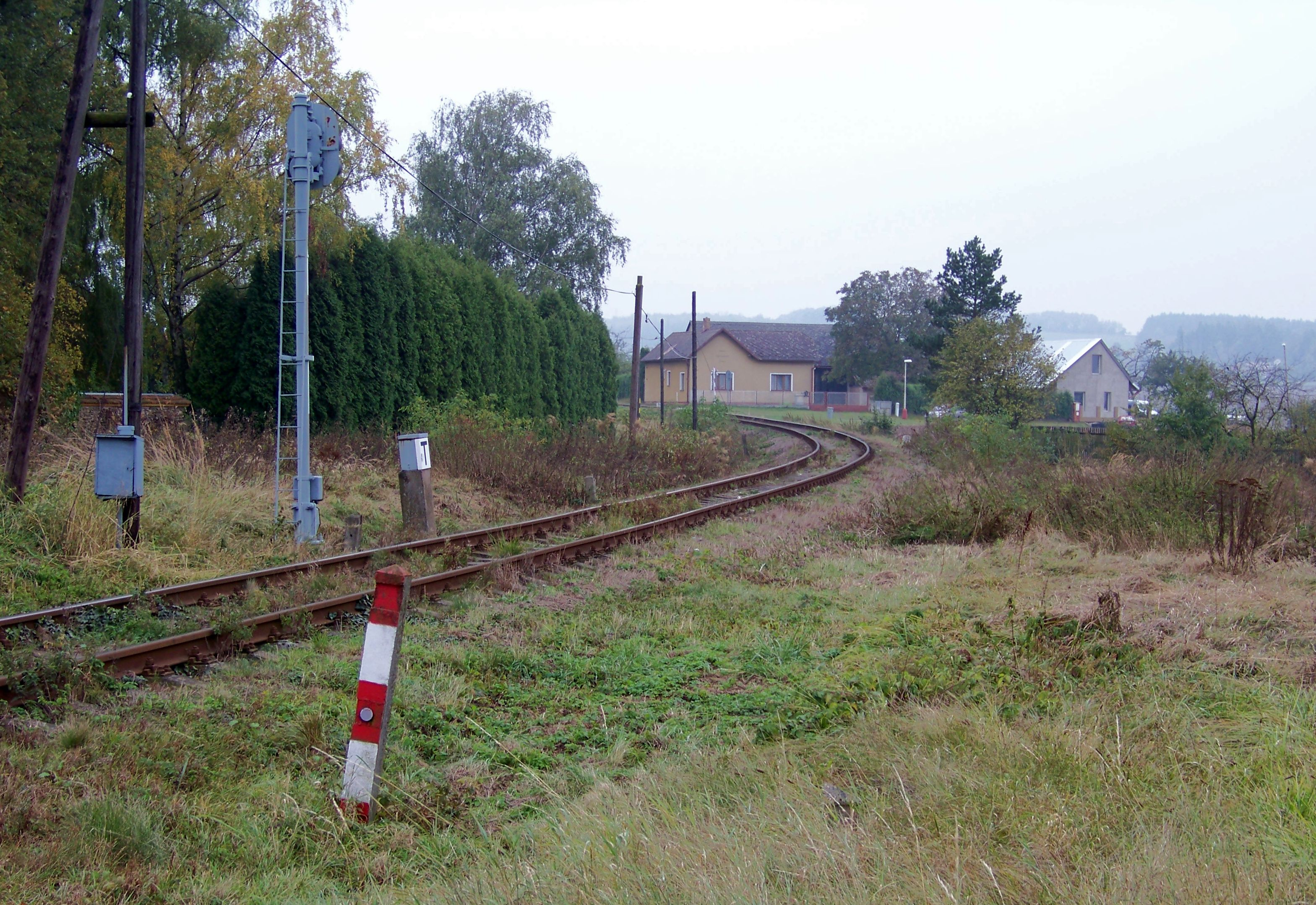
Železniční trať u vjezdového návěstidla do stanice Uhlířské Janovice